# Klub Koszykówki Włocławek 2022-2023
Questa voce raccoglie le informazioni riguardanti il Klub Koszykówki Włocławek nelle competizioni ufficiali della stagione 2022-2023.

## Stagione
La stagione 2022-2023 del Klub Koszykówki Włocławek è la 31ª nel massimo campionato polacco di pallacanestro, la Polska Liga Koszykówki.

## Roster
Aggiornato al 20 maggio 2023.
| Anwil Włocławek 2022-23 | Anwil Włocławek 2022-23 |
| Giocatori               | Staff tecnico           |
| ----------------------- | ----------------------- |

| N. | Naz.                   | Ruolo | Nome                | Anno | Alt.   | Peso   |  |
| -- | ---------------------- | ----- | ------------------- | ---- | ------ | ------ |  |
| 1  | Stati Uniti (bandiera) | PG    | Phil Greene         | 1992 | 187 cm | 85 kg  |  |
| 2  | Stati Uniti (bandiera) | G     | Lee Moore           | 1995 | 193 cm | 79 kg  |  |
| 3  | Stati Uniti (bandiera) | GA    | Josh Bostic         | 1987 | 196 cm | 102 kg |  |
| 4  | Stati Uniti (bandiera) | C     | Malik Williams      | 1998 | 211 cm | 113 kg |  |
| 6  | Stati Uniti (bandiera) | G     | Victor Sanders      | 1995 | 196 cm | 88 kg  |  |
| 7  | Polonia (bandiera)     | AP    | Daniel Dawdo        | 1997 | 199 cm |        |  |
| 8  | Croazia (bandiera)     | C     | Josip Sobin         | 1989 | 204 cm | 100 kg |  |
| 9  | Polonia (bandiera)     | P     | Kamil Łączyński (C) | 1989 | 183 cm | 77 kg  |  |
| 11 | Polonia (bandiera)     | G     | Bartosz Łazarski    | 2007 | 188 cm |        |  |
| 14 | Polonia (bandiera)     | G     | Jakub Sołtys        | 2005 | 176 cm |        |  |
| 16 | Polonia (bandiera)     | C     | Dawid Słupiński     | 1992 | 206 cm | 105 kg |  |
| 18 | Stati Uniti (bandiera) | AG    | Luke Petrasek       | 1995 | 208 cm | 110 kg |  |
| 21 | Polonia (bandiera)     | AP    | Maciej Bojanowski   | 1996 | 200 cm | 90 kg  |  |
| 23 | Estonia (bandiera)     | AP    | Janari Jõesaar      | 1993 | 198 cm | 94 kg  |  |
| 25 | Polonia (bandiera)     | AG    | Michał Nowakowski   | 1988 | 202 cm |        |  |
| 33 | Polonia (bandiera)     | C     | Szymon Szewczyk     | 1982 | 209 cm | 110 kg |  |
| 77 | Polonia (bandiera)     | PG    | Marcin Woroniecki   | 2000 | 191 cm |        |  |

| Allenatore                                                                                    |
| - Przemysław Frasunkiewicz                                                                    |
| Assistente/i                                                                                  |
| - Piotr Blechacz - Grzegorz Kożan Legenda - (C) Capitano - (IN) Inattivo - Infortunato Roster |

## Mercato

### Sessione estiva
| Acquisti | Acquisti        | Acquisti         | Acquisti   | Acquisti |
| R.a      | Nome            | da               | Modalità   |          |
| -------- | --------------- | ---------------- | ---------- | -------- |
| PG       | Phil Greene     | PAOK Salonicco   | svincolato |          |
| GA       | Josh Bostic     | Free agent       | svincolato |          |
| AP       | Daniel Dawdo    | Łowicz           | svincolato |          |
| AP       | Janari Jõesaar  | Bayreuth         | svincolato |          |
| C        | Dawid Słupiński | Czarni Słupsk    | svincolato |          |
| C        | Josip Sobin     | Dąbrowa Górnicza | svincolato |          |

| Cessioni | Cessioni            | Cessioni               | Cessioni       | Cessioni |
| R.       | Nome                | a                      | Modalità       |          |
| -------- | ------------------- | ---------------------- | -------------- | -------- |
| P        | Sebastian Kowalczyk | Zielona Góra           | fine contratto |          |
| G        | Kyndall Dykes       | Al-Ittihad Alessandria | rescissione    |          |
| G        | Jonah Mathews       | ASVEL                  | fine contratto |          |
| AP       | James Bell          | Yamagata Wyverns       | fine contratto |          |
| AG       | Alex Olesinski      | Free agent             | fine contratto |          |
| C        | Žiga Dimec          | Nishinomiya Storks     | fine contratto |          |
| C        | Łukasz Frąckiewicz  | Free agent             | rescissione    |          |

### Dopo l'inizio della stagione
| Acquisti | Acquisti       | Acquisti     | Acquisti        | Acquisti   |
| R.       | Nome           | da           | Data            | Modalità   |
| -------- | -------------- | ------------ | --------------- | ---------- |
| G        | Lee Moore      | Sokol Lancut | 28 ottobre 2022 | svincolato |
| C        | Malik Williams | Free agent   | 1 gennaio 2013  | definitivo |
| G        | Victor Sanders | U Cluj       | 29 gennaio 2023 | svincolato |

| Cessioni | Cessioni        | Cessioni   | Cessioni         | Cessioni    |
| R.       | Nome            | a          | Data             | Modalità    |
| -------- | --------------- | ---------- | ---------------- | ----------- |
| AP       | Janari Jõesaar  | Free agent | 12 dicembre 2022 | rescissione |
| C        | Szymon Szewczyk |            | 15 dicembre 2022 | ritirato    |
| GA       | Josh Bostic     | Free agent | 26 gennaio 2023  | rescissione |